# The Rotters' Club (album)
The Rotters' Club je druhé a zároveň poslední studiové album britské progresivní rockové skupiny Hatfield and the North. Jeho nahrávání probíhalo od ledna do února 1975. Album vyšlo v březnu 1975 u vydavatelství Virgin Records. Název alba inspiroval stejnojmenný román Jonathana Coe.

## Seznam skladeb
| Pořadí         | Název | Autor          | Délka                      |
| -------------- | --- | -------------- | -------------------------- |
| 1.             | Share It | Sinclair, Pyle | 3:03                       |
| 2.             | Lounging There Trying                                                                                         | Miller         | 3:15                       |
| 3.             | (Big) John Wayne Socks Psychology on the Jaw                                                                  | Stewart        | 0:43                       |
| 4.             | Chaos at the Greasy Spoon                                                                                     | Sinclair, Pyle | 0:30                       |
| 5.             | The Yes No Interlude                                                                                          | Pyle           | 7:01                       |
| 6.             | Fitter Stoke Has a Bath                                                                                       | Pyle           | 7:33                       |
| 7.             | Didn't Matter Anyway                                                                                          | Sinclair       | 3:33                       |
| 8.             | Underdub | Miller         | 4:02                       |
| 9.             | Mumps“ 1. „Your Majesty Is Like a Cream Donut“ 2. „Lumps“ 3. „Prenut“ 4. „Your Majesty Is Like a Cream Donut“ | Stewart        | 20:31 12:35 1:59 3:55 1:37 |
| Celková délka: | Celková délka:                                                                                                | Celková délka: | 47:52                      |

## Obsazení
- Phil Miller – kytara
- Dave Stewart – elektrické piano Fender Rhodes, Hammondovy varhany, Minimoog, klavír
- Richard Sinclair – baskytara, kytara, zpěv
- Pip Pyle – bicí
- Jimmy Hastings – saxofon, flétna
- Barbara Gaskin – doprovodné vokály
- Amanda Parsons – doprovodné vokály
- Ann Rosenthal – doprovodné vokály
- Lindsay Cooper – fagot
- Tim Hodgkinson – klarinet
- Mont Campbell – francouzský roh